# 그대 원하면
"그대 원하면"은 1988년에 개봉한 대한민국의 영화이다.

## 캐스팅
- 김혜선 : 기연 역
- 김정식 : 재민 역
- 김희라 : 송 전무 역
- 이구순 : 번개 역
- 이선민 : 경숙 역
- 최병철
- 심은우 : 미애 역
- 신용규
- 이숙
- 최영식
- 김정숙
- 최준영
- 윤초선 : 은옥 역
- 최유택
- 우형준
- 허석
- 서용상
- 이병호
- 권혁진
- 오관진
- 이상균
- 이소민
- 김정림
- 정은수
- 서광민
- 박지현